# Eugène Ichac
Pour les articles homonymes, voir Ichac.
Eugène Antonin Ichac, né le 10 janvier 1857 à Montmartre et mort en 12 octobre 1944 à Loudun, est un journaliste financier français.

## Biographie
Fils d’Antoine Ichac (1817-1899), musicien au Moulin de la Galette et Marguerite-Constance Humber, Eugène Ichac vit à Montmartre et devient l’ami des artistes de la Butte : l’écrivain Georges Courteline, l’inventeur du dessin animé Émile Cohl, le musicien Erik Satie, et de nombreux autres.
D'abord ingénieur dessinateur à la Compagnie du PLM où il entre en 1873, il devient ensuite commis de banque en 1884.
Eugène Ichac est recruté comme journaliste en 1890 par le journal financier Le Pour et le Contre, installé 178, rue Montmartre à Paris. Il y travaille jusqu'en 1940, époque à laquelle il est le doyen de la presse économique et financière parisienne. Il est également professeur à l’Association philotechnique. Il forme notamment à l’économie Raymond Triboulet (futur ministre du général de Gaulle), Georges Potut (futur député radical-socialiste de la Nièvre) ou André Vène (futur journaliste financier au journal Le Monde et auteur d’essais sur l’économie).

Eugène Ichac s’est lui-même formé à l’économie à la bibliothèque de la Chambre de commerce et d'industrie de Paris, où il a rencontré les économistes Edmond Théry et Clément Juglar. André Vène écrit d’Eugène Ichac : 

« Il avait découvert le premier, sans bruit,  l’existence de fluctuations économiques de long terme. »

Mort, rue du Château, à Loudun, où il s’était retiré, pour cause de maladie, il sera transporté au cimetière des Batignolles, le 5 novembre 1947.
Eugène Ichac est le père des journalistes, photographes, cinéastes et explorateurs Pierre Ichac et Marcel Ichac.

## Distinctions
- Chevalier de la Légion d'honneur (28 juillet 1939)